# Bi-curiosidade

Bandeira da visibilidade bi-curiosa

Bi-curioso é um termo usado para se referir a alguém que, não se identificando como bissexual nem homossexual, sente ou mostra interesse em atividade sexual com alguém do mesmo sexo. O termo também se aplica a uma pessoa que geralmente se identifica como homossexual mas sente ou mostra interesse em ter relação com pessoa do sexo oposto. Os termos homoflexível e heteroflexível são também aplicados à bicuriosidade.
O termo bi-curioso implica que o indivíduo não teve nenhuma experiência sexual ou muito pouca do tipo, mas pode continuar a se identificar como bi-curioso se não se sente adequadamente explorado nesse sentimento, ou se ele não deseja se identificar como bissexual. Muitas vezes a bi-curiosidade é usada nos meios de comunicação como meio de explorar melhores rendimentos.